# سلطنت‌طلبی در کانادا

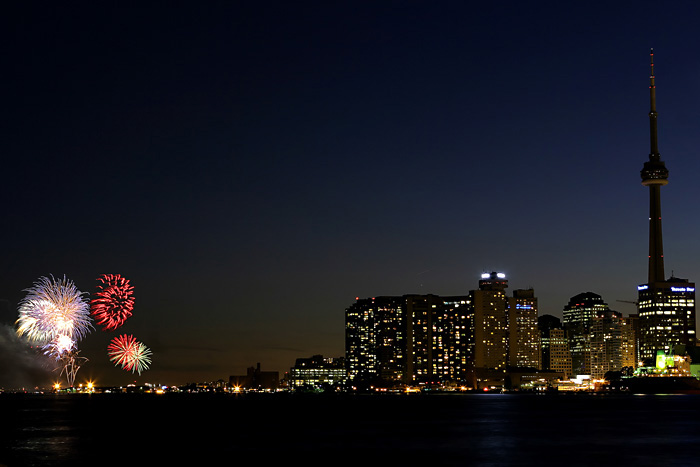
آتش‌بازی در تورنتو در ۲۰۰۸ برای جشن گرفتن روز ویکتوریا، تولد ملکه ویکتوریا و نیز روز تولد رسمی فرمانروای کانادا.

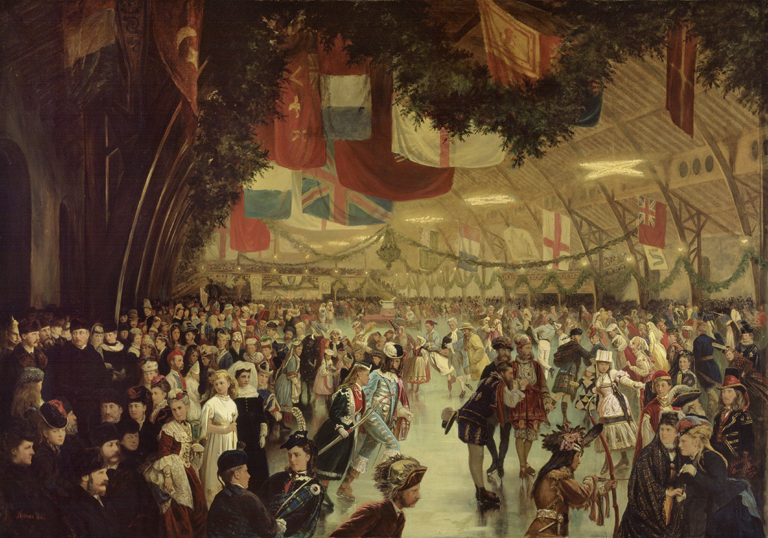
جشن اسکیت بازی برگزار شده در مونترآل به مناسبت دیدار شاهزاده آرتر، دوک کانات و استرترن از این شهر

سلطنت‌طلبی در کانادا جنبشی در بین سلطنت‌طلبان کانادایی به منظور افزایش آگاهی عمومی در خصوص پادشاهی مشروطه و دفاع از حفظ آن، مقابله با اصلاحات جمهوریخواهانه و ضدسلطنتی به دلیل بازبینی گرایانه، ایده‌آلیستی و غیرعملی دانستن آنهاست. به‌طور کلی سلطنت طلبی کانادایی در تعارض با جمهوری‌خواهی ضد سلطنتی، و نه لزوماً خود شکل کلاسیک جمهوریخواهی قرار دارد چرا که بیشتر سلطنت طلبان در کانادا از پادشاهی مشروطه، که به آن جمهوری تاجدار گفته می‌شود حمایت می‌کنند.